# Christina Schultz
Christina Schultz (* 10. November 1969 in Güstrow) ist eine ehemalige deutsche Volleyballspielerin.
Christina Schultz ("Stine") ist 237-malige deutsche Nationalspielerin. 1996 nahm sie mit der deutschen Volleyball-Nationalmannschaft an den Olympischen Spielen in Atlanta teil und belegte dort Platz acht. 2000 nahm sie an den Olympischen Spielen in Sydney teil und belegte dort Platz sechs. Christina Schultz spielte für SC Traktor Schwerin, später Schweriner SC, beim USC Münster sowie in Florenz und Ankara und war vielfache deutsche Meisterin und Pokalsiegerin.